# Furstbiskopsdömet Bamberg
Furstbiskopsdömet Bamberg var ett riksomedelbart tyskt biskopsdöme,
upprättat 1007 och blev en del av Tysk-romerska riket kring 1245. Före sekularisationen, 1802, omfattade det
3 580 km2 med omkring 207 000 invånare – knappt hälften av den folkmängd, som det ägde före reformationen.
Det indelades i 4 arkidiakonat: Bamberg,
Kronach, Hollfeld och Ickolsheim. Staden Bamberg bildade ett eget kapitel.

## Källa
Den här artikeln är helt eller delvis baserad på material från Nordisk familjebok, Bamberg, 1904–1926.